# National Gallery of Canada
La National Gallery of Canada (in francese Musée des beaux arts du Canada), anche nota in italiano come Galleria nazionale del Canada o Museo di Belle Arti di Ottawa, si trova ad Ottawa, la capitale del Canada, Ontario, ed è uno dei musei più importanti del Canada.
Il museo è situato in una struttura di vetro e granito sul Sussex Drive con una vista sugli edifici della collina del Parlamento. La struttura progettata da Moshe Safdie fu inaugurata nel 1988. Il direttore del museo Jean Sutherland Boggs fu scelto direttamente dal primo ministro Pierre Trudeau.

## Storia
È uno dei più grandi musei d'arte del Nord America per superficie espositiva.
L'istituzione è stata fondata nel 1880 nell'edificio della Seconda Corte Suprema del Canada e trasferita nel 1911 nell'edificio del Victoria Memorial Museum. Nel 1913, il governo canadese approvò il National Gallery Act, definendo formalmente il mandato dell'istituzione come museo d'arte nazionale. Nel 1960 il museo fu trasferito nell'edificio Lorne.
Nel 1988, il museo è stato trasferito in un nuovo edificio progettato per questo scopo. La National Gallery of Canada è situata in un edificio di vetro e granito sulla Sussex Drive, con una notevole vista sugli edifici del Parlamento canadese sulla Parliament Hill. L'edificio è stato progettato dall'architetto israeliano Moshe Safdie e inaugurato nel 1988.
La collezione permanente del museo comprende oltre 93.000 opere di artisti europei, americani, asiatici, canadesi e indigeni. Oltre a esporre le opere della collezione permanente, il museo organizza e ospita numerose mostre itineranti.

## Edificio

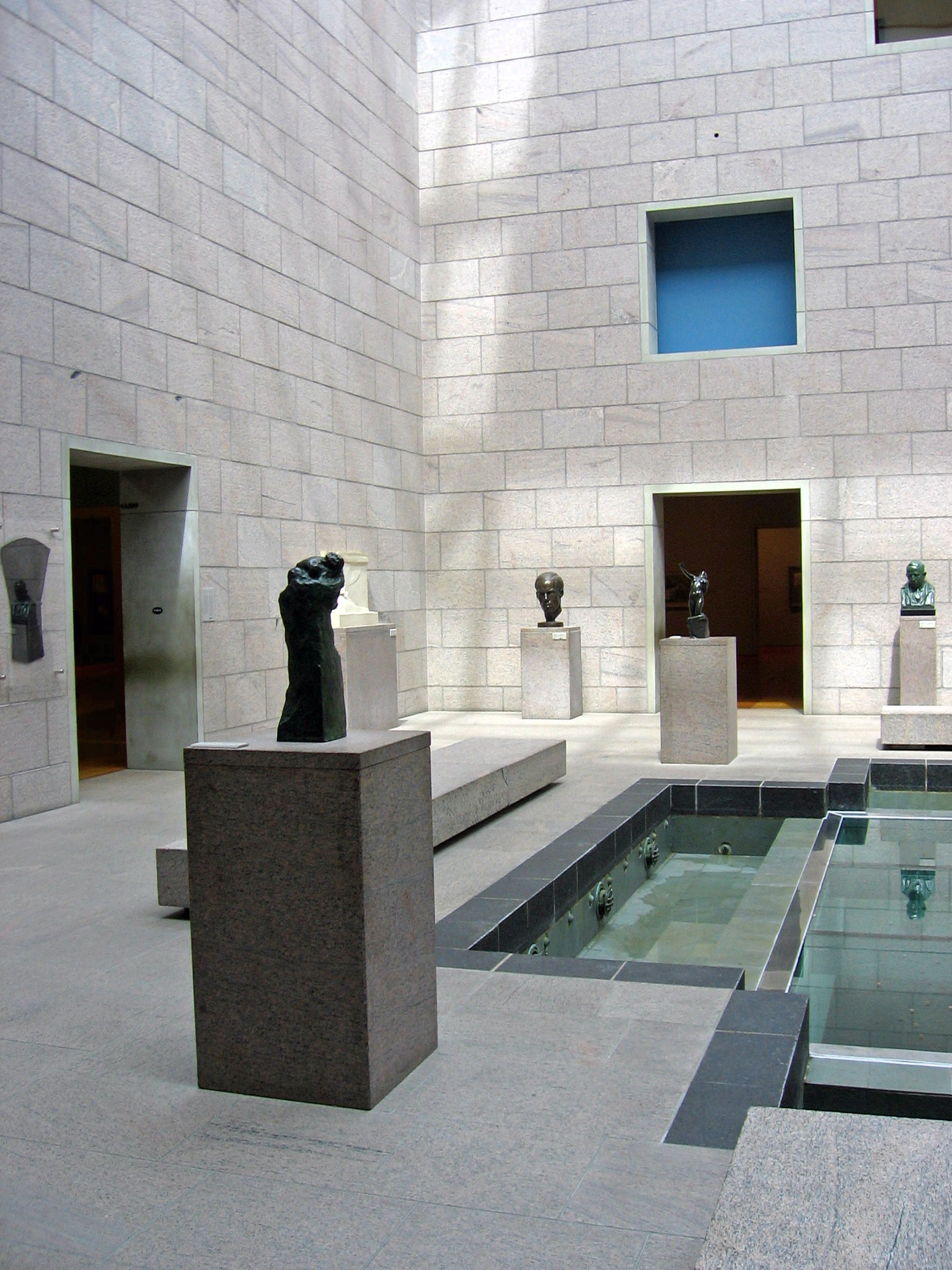
L'interno della National Gallery of Canada

L'edificio attuale del museo è stato progettato da Moshe Safdie & Associates, con inizio dei lavori nel 1985 e inaugurazione nel 1988. L'edificio ha una superficie totale di 46.621 metri quadrati. Nel 2000, il Royal Architectural Institute of Canada ha scelto la National Gallery come uno dei 500 migliori edifici realizzati in Canada nell'ultimo millennio. La Canadian Museums Construction Corporation, una corporazione indipendente della corona, fu istituita per costruire il museo con un budget di 185 milioni di dollari canadesi. In seguito alle elezioni federali canadesi del 1984, il primo ministro Brian Mulroney sciolse la corporazione. Tuttavia, poiché i lavori di costruzione dell'edificio erano già stati completati, Mulroney scelse di continuare a finanziare la costruzione del museo, anche se con un budget totale ridotto di 162 milioni di dollari canadesi. 
All’esterno, le facciate settentrionale, orientale e occidentale dell'edificio sono costituite da pareti di granito rosa e finestre di vetro. La facciata esterna meridionale presenta una parete di vetro allungata, sostenuta da piloni di cemento. Il profilo della facciata meridionale è stato progettato per imitare una cattedrale, con i piloni di cemento utilizzati in modo simile ai contrafforti volanti delle cattedrali gotiche. La porzione orientale della facciata meridionale dell'edificio si trasforma in una cupola di vetro cristallino a basso livello, che ospita l'ingresso principale del museo, e nella porzione occidentale è caratterizzata da una cupola di vetro a tre livelli.
La cupola di vetro a tre livelli è formata da vetri rettangolari e stretti supporti in acciaio. Il secondo livello della cupola è formato da rettangoli e triangoli equilateri ulteriormente suddivisi in otto o dodici triangoli equilateri più piccoli. Tutti questi pezzi di vetro sono uniti da montanti in acciaio. Il terzo livello della cupola è formato da disegni simili, anche se le lastre di vetro triangolari sono triangoli isosceli. I triangoli isosceli convergono verso l'alto, con i vertici verso il centro. La cupola a tre livelli dell'edificio è posizionata in modo tale da essere affiancata dalla Peace Tower e dalla Biblioteca del Parlamento a ovest, quando ci si avvicina al museo da est.
L'atrio interno è pavimentato in granito rosa e comprende una rampa rettilinea larga quattro metri che sale verso ovest. Safdie ha sottolineato l'importanza della rampa nel suo progetto, affermando che si dovrebbe "passare attraverso una sorta di processione per entrare in qualcosa di così importante come la National Gallery", e che essa dà al visitatore la sensazione di compiere un'ascesa verso un rituale, una cerimonia. Un soffitto in vetro e acciaio, che ricorda l'architettura delle cattedrali gotiche, si estende per tutto il percorso della rampa. Tuttavia, a differenza della maggior parte delle cattedrali gotiche, il soffitto ha un certo numero di colonne di cemento distanziate per sostenere il tetto. La sommità della rampa conduce verso la Great Hall dell'edificio, situata nella cupola di vetro a tre piani.
Il cortile interno dell'edificio comprende il Giardino della Taiga. Il giardino è stato progettato da Cornelia Oberlander, che lo ha ispirato al dipinto Terre Sauvage di A. Y. Jackson; un quadro della collezione permanente della National Gallery. Il giardino cerca di imitare il paesaggio raffigurato nel dipinto, lo scudo canadese, anche se la pietra calcarea è sostituita dal granito tipico dello scudo canadese.

## Collezione

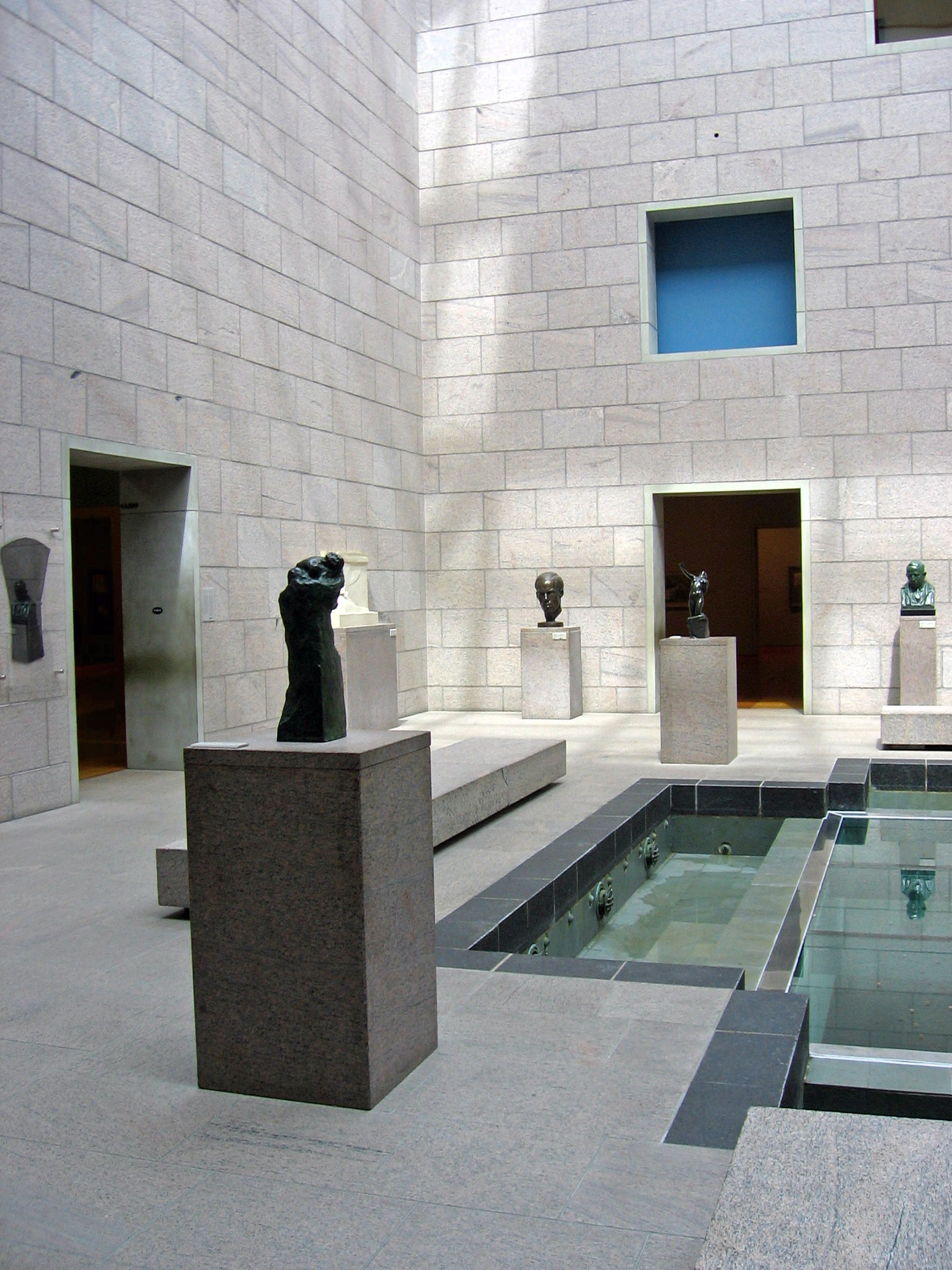
L'interno della National Gallery of Canada

A ottobre 2018, la collezione permanente della National Gallery of Canada conteneva oltre 93.625 opere, che rappresentano diversi movimenti artistici ed epoche della storia dell'arte. La Galleria possiede un'ampia e variegata collezione di dipinti, opere su carta, sculture e fotografie. Le prime opere acquisite dal museo erano di artisti canadesi e l'arte canadese rimane il punto focale della galleria. Tuttavia, la collezione comprende anche una serie di opere di artisti di tutto il mondo. La collezione del museo si è formata attraverso acquisti e donazioni. Il museo organizza mostre itineranti per esporre la propria collezione, che viaggiano in tutto il Canada e all'estero. La National Gallery è il più grande prestatore di opere d'arte del Canada, con circa 800 pezzi all'anno.
La collezione di stampe e disegni del museo comprende 27.000 opere su carta che vanno dal XV secolo a oggi. La collezione di stampe e disegni comprende 10.000 opere su carta di artisti canadesi, di cui oltre 800 realizzate da artisti Inuit. La collezione di stampe e disegni comprende anche 2.500 disegni e 10.000 stampe di artisti americani, asiatici ed europei.
Il museo possiede anche circa 400 opere di artisti Inuit, risalenti al periodo compreso tra il 200 e il XIX secolo. La collezione asiatica del museo è iniziata all'inizio del XX secolo, con alcune opere provenienti dalla collezione di Nasli Heeramaneck. Il museo possiede anche una collezione di fotografie. Alcune fotografie della collezione provengono dall’ex Canadian Museum of Contemporary Photography.
Fino alla metà degli anni Ottanta, il mandato della Galleria non comprendeva la raccolta di opere d'arte di popolazioni indigene. Era una galleria di coloni. Questo aspetto è stato molto criticato e ha portato a importanti cambiamenti nella galleria a partire dagli anni '80. Nonostante nel 2003 le gallerie canadesi siano state riallestite per includere per la prima volta l'arte indigena, la galleria continua a lavorare per una rappresentazione più equa dell'arte indigena, in particolare nelle gallerie storiche.
L'opera più grande della Galleria è l'intero interno della Cappella di Rideau Street, che faceva parte del Convento di Nostra Signora del Sacro Cuore, Le decorazioni interne della Cappella di Rideau Street sono state progettate da Georges Couillon nel 1887.  L'interno della cappella è stato acquisito dal museo nel 1972, quando il convento era destinato alla demolizione. I 1.123 pezzi dell'interno sono stati smontati, conservati e ricostruiti all'interno della galleria come opera d'arte nel 1988.

## Opere

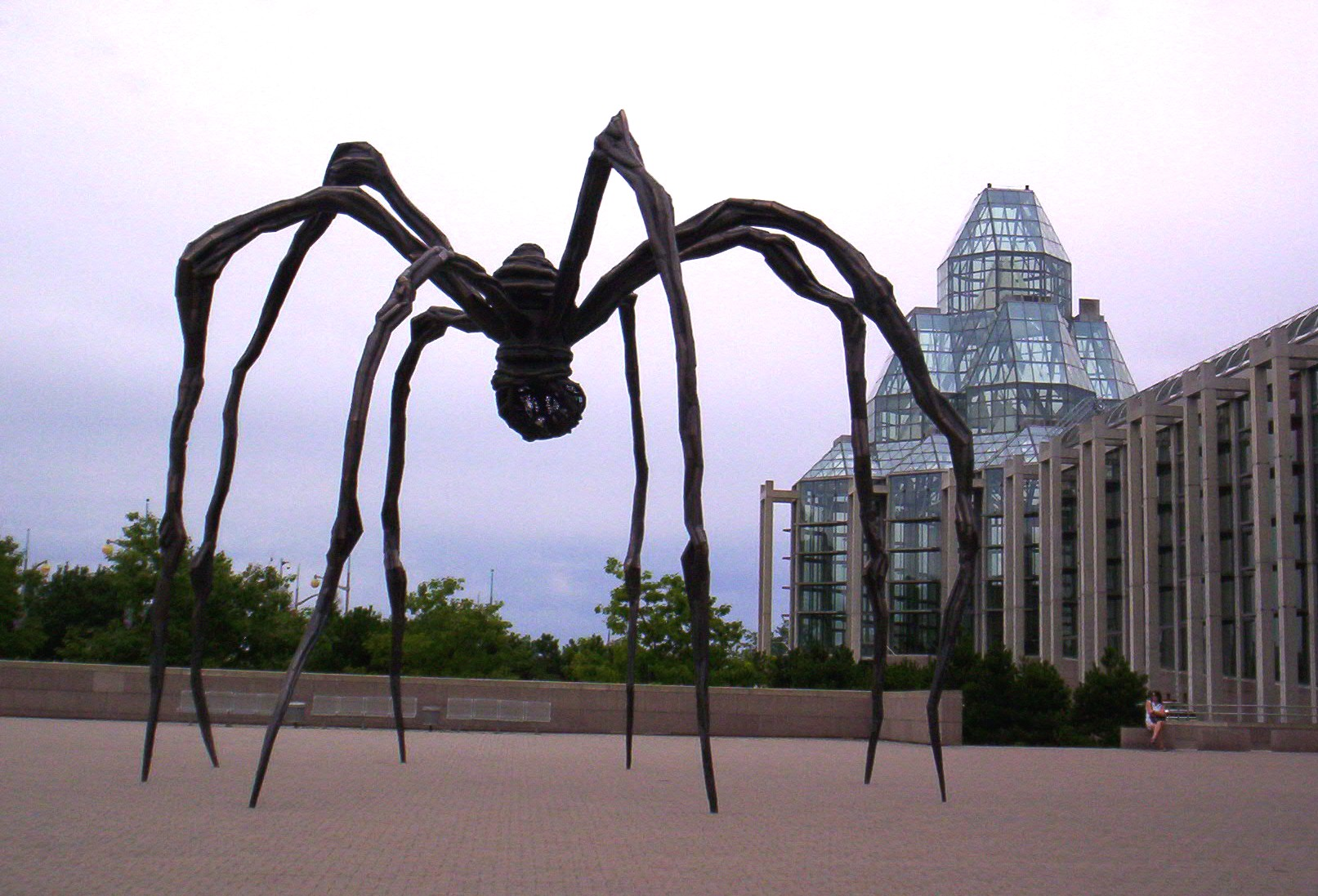
Maman all'esterno dell'entrata principale

- Piero di Cosimo - Vulcano ed Eolo maestri dell'umanità (ca. 1490)
- Hans Baldung - Eva, il serpente e la morte (1510 - 1515)
- Lucas Cranach il vecchio - Venere (1518)
- Dosso Dossi - Discesa di Enea nei campi elisi (ca. 1520)
- Lorenzo Lotto - Madonna col Bambino tra i santi Rocco e Sebastiano (1521 -1524)
- Peter Paul Rubens - Sepoltura di Cristo (1612 - 1614)
- Rembrandt van Rijn - La moneta del tributo (1629)
- Gian Lorenzo Bernini - Busto di papa Urbano VIII (ca. 1632)
- Rembrandt Van Rijn - Donna alla toilette (1632 o 1633)
- Benjamin West - La morte del generale Wolfe (1770)
- John Constable - La cattedrale di Salisbury vista dai terreni del vescovo (1820)
- Honoré Daumier - Il vagone di terza classe (1862)
- Paul Cézanne - Castagni e fattoria al Jas de Bouffan (1885 - 1887)
- Vincent van Gogh - Vaso di zinnie (1886)
- Claude Monet - Jean-Pierre Hoschedé e Michel Monet sulla riva del fiume Epte (1887 - 1890)
- Vincent van Gogh - Iris (1890)
- Camille Pissarro - Raccolta del grano a Éragny (1901)
- Paul Cézanne - Foresta (1902 - 1904)
- Gustav Klimt - Speranza I (1903)
- Georges Braque - Il porto di Anversa (1906)
- Fernand Léger - Il meccanico (1920)
- Pablo Picasso - The Small Table (1921)
- Marc Chagall - Memory of my youth (1924)
- Henri Matisse - Nude on a Yellow Sofa (1926)
- Salvador Dalí - Gala e l'angelus di Millet (1933)
- Piet Mondrian - Composizione n. 12 con blu (1936 - 1942)
- Jackson Pollock - No. 29 (1950)
- René Magritte - Prospettiva: Madame Récamier di David (1951)
- Francis Bacon - Study for Portrait No. 1 (1956)
- Andy Warhol - Brillo Soap Pad Boxes (1964)
- Barnett Newman - Voice of Fire (1967)
- Andy Warhol - Mao Tse-tung (1972)
- Louise Bourgeois - Maman (1999, 2003)
- Janet Cardiff - Forty-Part Motet (2001)
- Maurits Cornelis Escher - Castrovalva (1930) e Strada di Scanno (1929)